# Кляйнбодунген
Кляйнбодунген (нім. Kleinbodungen) — громада в Німеччині, розташована в землі Тюрингія. Входить до складу району Нордгаузен.
Площа — 5,22 км2. Населення становить Невірний параметр metadata 16 062 025 ос. (станом на 31 грудня 2021).